# Epectasis similis
Epectasis similis là một loài bọ cánh cứng trong họ Cerambycidae.